# Sigered (Essex)

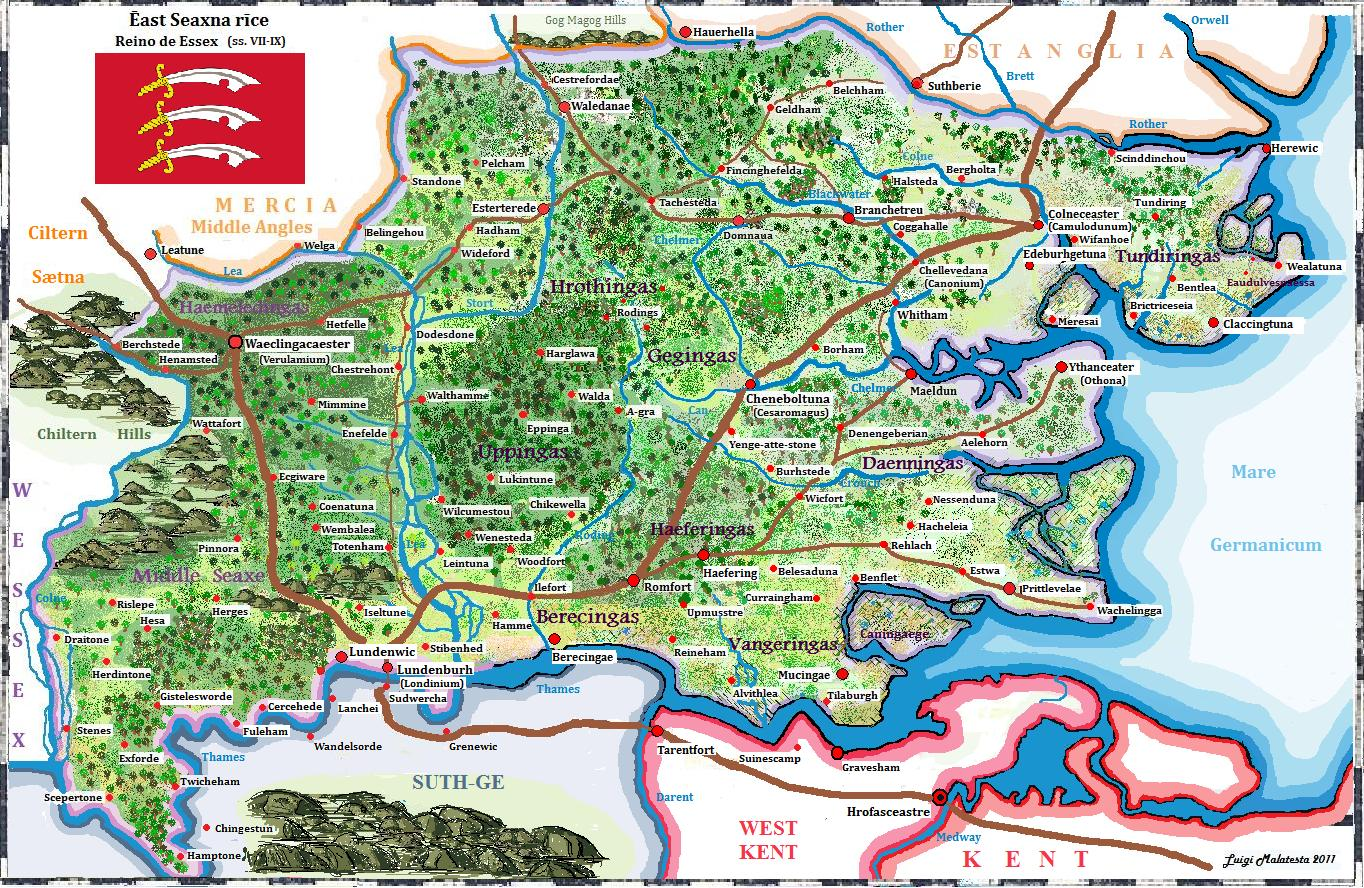
Essex in frühangelsächsischer Zeit

Sigered (auch Sigred, Sired oder Sigredus;* vor 798; † um 827) war von 798 bis um 825 König des angelsächsischen Königreichs Essex.

## Leben
Sigered trat 798 die Nachfolge seines Vaters Sigeric I. als König an. Er ist durch einige Chartas bekannt, die er als Zeuge unterschrieb. 811 unterzeichnete er als rex (König) einige Urkunden des Königs Cenwulf von Mercia. Ab 812 urkundete er nur noch als subregulus (Unterkönig), eine Rangminderung, die offenbar auf Druck Mercias vollzogen wurde. Möglicherweise war er mit Sigered dux (etwa „Herzog“ Sigered) identisch, der ab 814 Cenwulfs Chartas beurkundete. Einige Historiker sehen die Identität als gesichert an. Im Jahr 825 besiegte Egbert von Wessex Mercia in der Schlacht von Ellandun. Nach diesem Sieg unterwarfen sich Kent, Surrey, das Königreich Sussex und das Königreich Essex der Herrschaft von Wessex. Sigered wurde vertrieben und Essex als Unterkönigreich dem Königreich Wessex angegliedert.
Sigered starb um 827. Nach Auffassung einiger Historiker handelt es sich bei Sigered und seinem Nachfolger Sigeric II. um dieselbe Person.